# (7635) 1983 VH1
(7635) 1983 VH1 là một tiểu hành tinh vành đai chính. Nó được phát hiện bởi Antonín Mrkos ở Đài thiên văn Kleť gần České Budějovice, Cộng hòa Séc, ngày 16 tháng 10 năm 1983.